# Antipapa Bento XIII

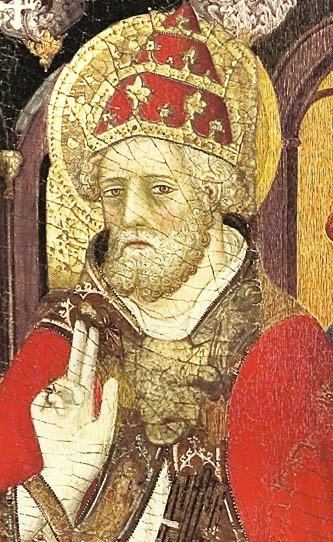
Antipapa Bento XIII

O Antipapa Bento XIII, nascido Pedro Martínez de Luna (1328 – 1423), mais conhecido como Papa Luna, foi um antipapa de origem aragonesa eleito pelos cardeais de Avinhão para suceder ao Antipapa Clemente VII em 1394, durante o Grande Cisma do Ocidente.

## Biografia
Nasceu em Illueca, Saragoça, de uma das famílias feudais mais ilustres do reino de Aragão. Filho de Juan Martínez de Luna, senhor de Luna e de Medina, e Maria Pérez de Gotor, senhora de Illueca e de Gotor. Primo em segundo grau do cardeal Gil Álvarez de Albornoz, arcebispo de Toledo. Parente do Pseudocardeal Gautier Gómez de Luna (1381). Também está listado como Pedro de Luna. Ele foi chamado de Cardeal de Luna ou de Aragão.
Estudou na Universidade de Montpellier, onde obteve doutorado em direito e depois foi professor de direito canônico. Cônego do capítulo da catedral de Cuenca. Arquidiácono do capítulo da catedral de Zaragoza. Reitor do capítulo da catedral de Valência. Recebeu o subdiaconato em 1352.

## Cardinalato
Protegido do Papa Gregório XI, Pedro de Luna foi criado cardeal-diácono de S. Maria in Cosmedin no consistório de 20 de dezembro de 1375. Participou do conturbado conclave de abril de 1378, que elegeu o Papa Urbano VI. Pouco depois, a personalidade conflituosa de Urbano VI afastou-o do círculo próximo do Papa; foi o último cardeal a abandonar o papa; não se juntou aos outros cardeais em Anagni até 24 de junho de 1378. Participou do conclave de setembro de 1378, que elegeu o antipapa Clemente VII, juntando-se à sua obediência.
Regressando a Avinhão com Clemente VII, foi nomeado Legado no reino de Aragão de 30 de dezembro de 1378 até 15 de dezembro de 1390; obteve a adesão de Aragão, Castela, Navarra e Portugal⁣ a ⁣obediência de Avinhão; também, reformou a Universidade de Salamanca e presidiu vários sínodos reformadores. Era amigo de Vicente Ferrer, futuro santo. Em 1393, foi nomeado legado para a França e outros países; em Paris, disse que o cisma deveria terminar com a abdicação de ambos os papas, indicando que seguiria esse caminho se fosse pontífice. Participou do conclave de 1394 e foi eleito antipapa a 28 de setembro.

## Papado
Ordenado sacerdote em 3 de outubro de 1394, na catedral de Notre-Dame des Doms, Avinhão, pelo cardeal Jean de Neufchatel, decano do Sagrado Colégio dos Cardeais. Recebeu a consagração episcopal em 11 de outubro, na catedral de Avinhão, do cardeal Neufchatel. Coroado em 11 de outubro, pelo cardeal Pierre de Vergne, protodiácono. Ao longo de seu governo, criou dezenove pseudocardeais em sete consistórios.
Uma das condições requeridas pelos Cardeais era a promessa de, se necessário fosse, abdicar do pontificado para resolver o cisma. Bento XIII deu a sua palavra. Em 1395 os cardeais franceses iniciaram negociações para pôr fim ao cisma, mas para seu espanto, Bento XIII voltou com a promessa atrás e recusou-se a colaborar. Em resultado, a França retirou o seu apoio a Avinhão em 1398. Bento XIII foi preso no mesmo ano no seu palácio de Avinhão.
Em 1403 conseguiu fugir para as terras de Luís II, Duque de Anjou e recuperar parte do seu poder. O fim do apoio francês também fez com que Portugal e Navarra deixassem de reconhecê-lo como papa, enquanto 17 cardeais abandonaram a obediência a Avinhão, restando apenas cinco cardeais leais a Bento XIII. Seu papado passou a ser reconhecido apenas pelos reinos de Castela, Aragão, Sicília (ligada dinasticamente à Coroa de Aragão) e Escócia.
Em 5 de junho de 1409, o Concílio de Pisa depôs Gregório XII e Bento XIII, substituindo-os por Alexandre V que não obteve reconhecimento nem dos dois papas rivais, nem de nenhuma casa real. Foi deposto novamente em 26 de julho de 1417, pelo Concílio de Constança, quando chegou-se a um acordo que previa a demissão dos três papas rivais - João XXIII, Gregório XII e Bento XIII - e a instalação em Roma do Papa Martinho V, universalmente aceite.
Como Bento XIII rejeitou a decisão do Concílio, a Igreja viu nele, partir de então, uma ameaça que devia ser extinta. Em 1418, no seu castelo em Peníscola, o Papa Luna foi envenenado, tentativa organizada por um cardeal a serviço de Martinho V. Também sobreviveu a outras tentativas de envenenamento contra ele.
Em 10 de junho de 1423, três dos quatro cardeais nomeados um dia antes de sua morte (Julián Lobera, Ximeno Dahe e Domingo de Bonnefoi), reuniram-se no Castelo de Peníscola e elegeram o aragonês Gil Sanches, Papa, ficando conhecido como Antipapa Clemente VIII, segundo Papa de Peníscola, que governou entre 1424 e 1429. A sua renúncia ao cargo em San Mateo de Castellón em 15 de agosto de 1429 acabou definitivamente com o Cisma do Ocidente. O quarto Cardeal, Jean Carrier, de Rodez, Toulouse, nomeou o padre de Rodez, Bernard Garnier como Bento XIV.
Bento XIII faleceu em Peñíscola, e sepultado na igreja paroquial. Em 1429 ou 1430, seu sobrinho, Rodrigo de Luna, transladou seus restos mortais para o castelo de Illueca; transformou o quarto onde Bento XIII havia nascido em uma capela e enterrou os restos mortais ali; em 1811, as tropas francesas saquearam a residência dos Lunas e o sepulcro do antipapa foi destruído; os restos mortais foram espalhados e apenas o crânio foi salvo. Em abril de 2000, a urna contendo o crânio foi roubada da capela do palácio dos condes de Argillo, que estava em ruínas e sem proteção, situado em Sabiñán. Os ladrões enviaram três notas de resgate ao prefeito da cidade exigindo um milhão de pesetas pela devolução do crânio. Após várias tentativas, o crânio foi recuperado alguns meses depois. A Guarda Civil Espanhola descobriu que eram dois irmãos, condenados em novembro de 2006 a 6 meses de prisão, depois a uma multa. O crânio resgatado, após uma pesquisa antropológica, foi colocado no Museu de Saragoça, onde não está em exposição.
Em 21 de dezembro de 2018, a associação “Amigos do Papa Luna” apresentou à Congregação para a Doutrina da Fé uma petição para que Bento XIII fosse reconhecido como pontífice legítimo.
Em 2022, o Governo de Aragão manifestou interesse em pedir ao Papa Francisco a sua reabilitação.